# Bill Eckersley
William Eckersley (16 de juliol de 1925 - 25 d'octubre de 1982) fou un futbolista anglès de la dècada de 1950.
Fou internacional amb la selecció d'Anglaterra amb la qual participà en la Copa del Món de futbol de 1950. Defensà els colors de Blackburn Rovers FC, club on passà tota la seva carrera.